# Saint-Paterne-Racan
Saint-Paterne-Racan är en kommun i departementet Indre-et-Loire i regionen Centre-Val de Loire i de centrala delarna av Frankrike. Kommunen ligger i kantonen Neuvy-le-Roi som tillhör arrondissementet Tours. År 2022 hade Saint-Paterne-Racan 1 697 invånare.

## Befolkningsutveckling
Antalet invånare i kommunen Saint-Paterne-Racan
Referens:INSEE